# Sheila Golden Kussner
Sheila Golden Kussner est une philanthrope canadienne née en 1932 à Montréal et morte le 6 août 2024.

## Biographie
Sheila Golden Kussner est la fondatrice de Hope and Cope, un organisme qui offre aux personnes souffrant du cancer, des services de soutien correspondant à leurs besoins.
Elle a participé à l'établissement du Département d'oncologie de la Faculté de médecine de l'Université McGill en 1988.
Sheila Golden Kussner meurt le 6 août 2024 à l'âge de 91 ans,.

## Distinctions
- Officier de l'Ordre du Canada en 1995. Membre en 1983
- Ordre national du Québec Officier en 1999
- Officière de l'Ordre national du Québec (1999)
- Commandeure de l'Ordre de Montréal en 2017[3]